# Латинка, Шандор
Шандор Латинка (венг. Latinka Sándor; 5 апреля 1886, Арад, Австро-Венгрия — 17 сентября 1919, Капошвар, Королевство Венгрия) — деятель венгерского коммунистического и рабочего движения.

## Биография
Из рабочих. Работал помощником слесаря. В 1909 году окончил техническое училище в Будапеште. Провёл год в Париже, где познакомился с идеями социализма и по возвращении в 1910 году вступил в социал-демократическую партию, участвовал в антивоенном движении.
Во время Первой мировой войны служил на итальянском и восточном фронтах.
Участник Революции астр в 1918 году Занимался организацией Национального союза сельскохозяйственных работников, был его секретарём.
В 1919 году стал членом компартии Венгрии. Входил в состав Национального экономического совета, который занимался, в частности, обеспечением населения Будапешта продуктами питания.
Основал первый в Венгрии сельскохозяйственный кооператив в усадьбе князя Эстерхази.
После падения Венгерской советской республики был схвачен белыми офицерами, вывезен в лес на окраину города Капошвар и зверски убит.

## Память
- В Венгерской Народной Республике ряд улиц и общественных мест носил имя Шандора Латинки.
- В районе XIX Будапешта на площади Кошута в 1984 г. был установлен памятник Шандора Латинки. Кроме того, сооружены несколько его бюстов.
- В 1961 г. почта Венгрии выпустила марку посвящённую деятелю рабочего движения Ш. Латинки.